# Armando Reyes
Armando T. Reyes (Avellaneda, 28 ottobre 1893 – Buenos Aires, 7 settembre 1954) è stato un calciatore argentino, di ruolo difensore.

## Caratteristiche tecniche
Giocava come difensore destro.

## Palmarès

### Giocatore

#### Competizioni nazionali
- Copa Campeonato: 6

Racing Club: 1913, 1914, 1915, 1916, 1917, 1918
- Copa de Honor Cousenier: 1

Racing Club: 1913
- Copa Ibarguren: 5

Racing Club: 1913, 1914, 1916, 1917, 1918
- Copa de Honor Municipalidad de Buenos Aires: 3

Racing Club: 1913, 1915, 1917
- Primera División (AAm): 3

Racing Club: 1919, 1921, 1925